# Marko Malenica
Marko Malenica (Nova Gradiška, 8 febbraio 1994) è un calciatore croato, portiere dell'Osijek.

## Caratteristiche tecniche
È un portiere.

## Carriera

### Club
Cresciuto nelle giovanili dell'Osijek, Malenica debutta con la prima squadra a diciannove anni durante il match interno perso 0-1 contro la Lokomotiva Zagreb.
Nella stagione 2013-2014 viene riconfermato in prima squadra, facendo da vice a Zvonimir Mikulić. Al termine dell'anno colleziona undici presenze, di cui otto in campionato e tre in Coppa di Croazia.
Per cercare di garantirgli maggiore continuità, nel 2014-2015 viene mandato in prestito in Seconda Divisione, prima al Cibalia e poi al Segesta. In totale gioca 23 gare, e viene perciò richiamato alla base per svolgere nuovamente il compito di vice Mikulić. Nei successivi due campionati le presenze sono 19, tutte da secondo portiere.
La svolta arriva nel 2017-2018, quando Mikulić passa allo Sheriff Tiraspol e Malenica diventa il titolare dell'Osijek. In due anni gioca 67 partite, esordendo anche a livello europeo nei preliminari di UEFA Europa League.
Nel 2019-2020, complice l'arrivo di Ivica Ivušić, Malenica viene nuovamente relegato al ruolo di vice, disputando nell'arco dell'intera stagione una sola gara di Coppa. Per questa ragione viene deciso di cederlo nuovamente in prestito nel 2020-2021, stavolta al Lech Poznan, bisognoso di trovare un nuovo portiere dopo l'infortunio di Mickey van der Hart. Anche a Poznań tuttavia per Malenica l'avvio non dei migliori. Il tecnico Dariusz Żuraw gli preferisce il compagno di squadra Filip Bednarek e Malenica resta relegato in panchina, debuttando con la squadra riserve nel campionato di terza divisione durante la vittoria per 6-3 contro l'Hutnik Kraków. L'esplosione di Bednarek, tuttavia, ne complica l'inserimento in prima squadra, facendolo alternare nel ruolo di panchinaro e titolare della squadra B.
Riesce a debuttare dopo due mesi, giocando da titolare la sfida di Puchar Polski contro lo Znicz Pruszków. Nel mercato di gennaio, senza aver collezionato nessuna presenza in Ekstraklasa, fa ritorno all'Osijek che lo gira in prestito nuovamente agli ungheresi del Diósgyőri.

### Nazionale
Malenica ha fatto parte della Nazionale Under-19 di calcio della Croazia nel biennio 2012-2013.

## Statistiche
| Stagione        | Squadra         | Campionato      | Campionato | Campionato | Coppe nazionali | Coppe nazionali | Coppe nazionali | Coppe continentali | Coppe continentali | Coppe continentali | Altre coppe | Altre coppe | Altre coppe | Totale | Totale |
| Stagione        | Squadra         | Comp            | Pres       | Reti       | Comp            | Pres            | Reti            | Comp               | Pres               | Reti               | Comp        | Pres        | Reti        | Pres   | Reti   |
| --------------- | --------------- | --------------- | ---------- | ---------- | --------------- | --------------- | --------------- | ------------------ | ------------------ | ------------------ | ----------- | ----------- | ----------- | ------ | ------ |
| 2012-2013       | Osijek          | 1.HNL           | 1          | 0          | HK              | 0               | 0               | -                  | -                  | -                  | -           | -           | -           | 1      | 4      |
| 2013-2014       | Osijek          | 1.NHL           | 8          | 0          | HK              | 3               | 0               | -                  | -                  | -                  | -           | -           | -           | 11     | 0      |
| 2014-gen.2015   | Cibalia         | 2.HNL           | 8          | 0          | HK              | 1               | 0               | -                  | -                  | -                  | -           | -           | -           | 9      | 0      |
| gen.-giu. 2015  | Segesta         | 2.HNL           | 14         | 0          | HK              | 0               | 0               | -                  | -                  | -                  | -           | -           | -           | 14     | 0      |
| 2015-2016       | Osijek          | 1.HNL           | 9          | 0          | HK              | 0               | 0               | -                  | -                  | -                  | -           | -           | -           | 9      | 0      |
| 2016-2017       | Osijek          | 1.HNL           | 10         | 0          | HK              | 4               | 0               | -                  | -                  | -                  | -           | -           | -           | 14     | 0      |
| 2017-2018       | Osijek          | 1.HNL           | 31         | 0          | HK              | 0               | 0               | UEL                | 8                  | 0                  | -           | -           | -           | 39     | 0      |
| 2018-2019       | Osijek          | 1.HNL           | 36         | 0          | HK              | 2               | 0               | UEL                | 4                  | 0                  | -           | -           | -           | 42     | 0      |
| 2019-2020       | Osijek          | 1.HNL           | 0          | 0          | HK              | 1               | 0               | UEL                | 0                  | 0                  | -           | -           | -           | 1      | 0      |
| 2020-gen. 2021  | Lech Poznań     | E               | 0          | 0          | PP              | 1               | 0               | UEL                | 0                  | 0                  | -           | -           | -           | 1      | 0      |
| ge.-mag. 2021   | Diósgyőr        | NBI             | 14         | 0          | MK              | 0               | 0               | -                  | -                  | -                  | -           | -           | -           | 14     | 0      |
| Totale carriera | Totale carriera | Totale carriera | 131        | 0          |                 | 12              | 0               |                    | 12                 | 0                  |             | -           | -           | 155    | 0      |